# Al-Madina (suk)
Al-Madina jest to zadaszony suk (targowisko) w obrębie murów Starego Miasta Aleppo w Syrii.
Łączna długość jego wąskich alejek sięga 13 km co czyni go największym w historii zadaszonym targowiskiem na świecie. W 1986 suk wraz z całym Starym Miastem Aleppo został wpisany na Światową Listę Dziedzictwa UNESCO.

Spora część targowiska oraz inne średniowieczne budynki zostały zniszczone w wyniku starć pomiędzy siłami rządowymi a Wolną Armią Syrii w trakcie wojny domowej mającej miejsce w kraju.

## Suki i karawanseraje
Najbardziej znaczące z suków oraz karawanseraji wchodzących w skład Al-Madiny:
- Khan al-Qadi – jeden z najstarszych karawanseraji pochodzący z około 1450
- Khan al-Burghul – karawanseraj zbudowany w 1472, mieścił Konsulat Brytyjski Aleppo do początków XX w.
- Souq al-Saboun – znany jako centrum produkcji mydła Aleppo, powstał na początku XVI w.
- Souq Khan al-Nahhaseen – wzniesiony w 1539, obecnie koncentruje się tu handel obuwia tradycyjnego oraz nowoczesnego
- Khan al-Shouneh – powstał w 1546, służy obecnie jako miejsce dla handlu rzemiosłem tradycyjnym oraz sztuki Aleppo.
- Souq Khan al-Jumrok – powstału w 1574, jest uważany za największy karawanseraj Aleppo.